# Severokrymský kanál

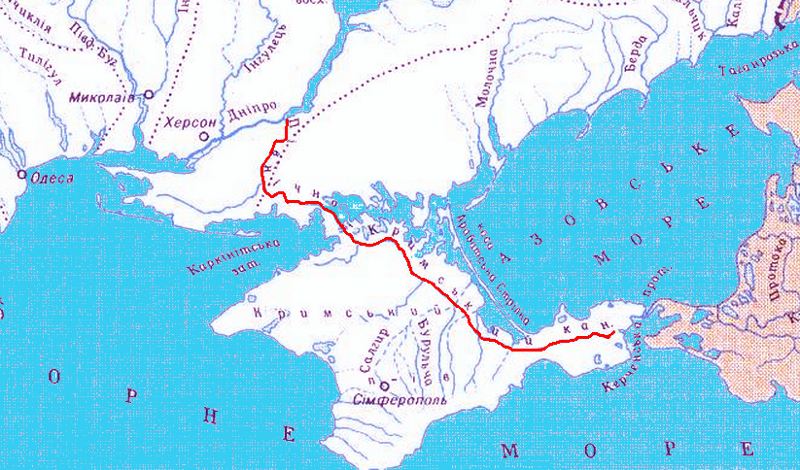
Trasa Severokrymského kanálu

Severokrymský kanál (ukrajinsky Північно-Кримський канал – Pivnično-Krymskyj kanal; rusky Северо-Крымский канал – Severo-Krymskij kanal) je 402,6 kilometru dlouhý nefunkční vodní kanál na Ukrajině, který je určený pro přívod vody z řeky Dněpru z Kachovské přehradní nádrže na poloostrov Krym. Byl postavený v letech 1961 až 1971.

## Tok kanálu

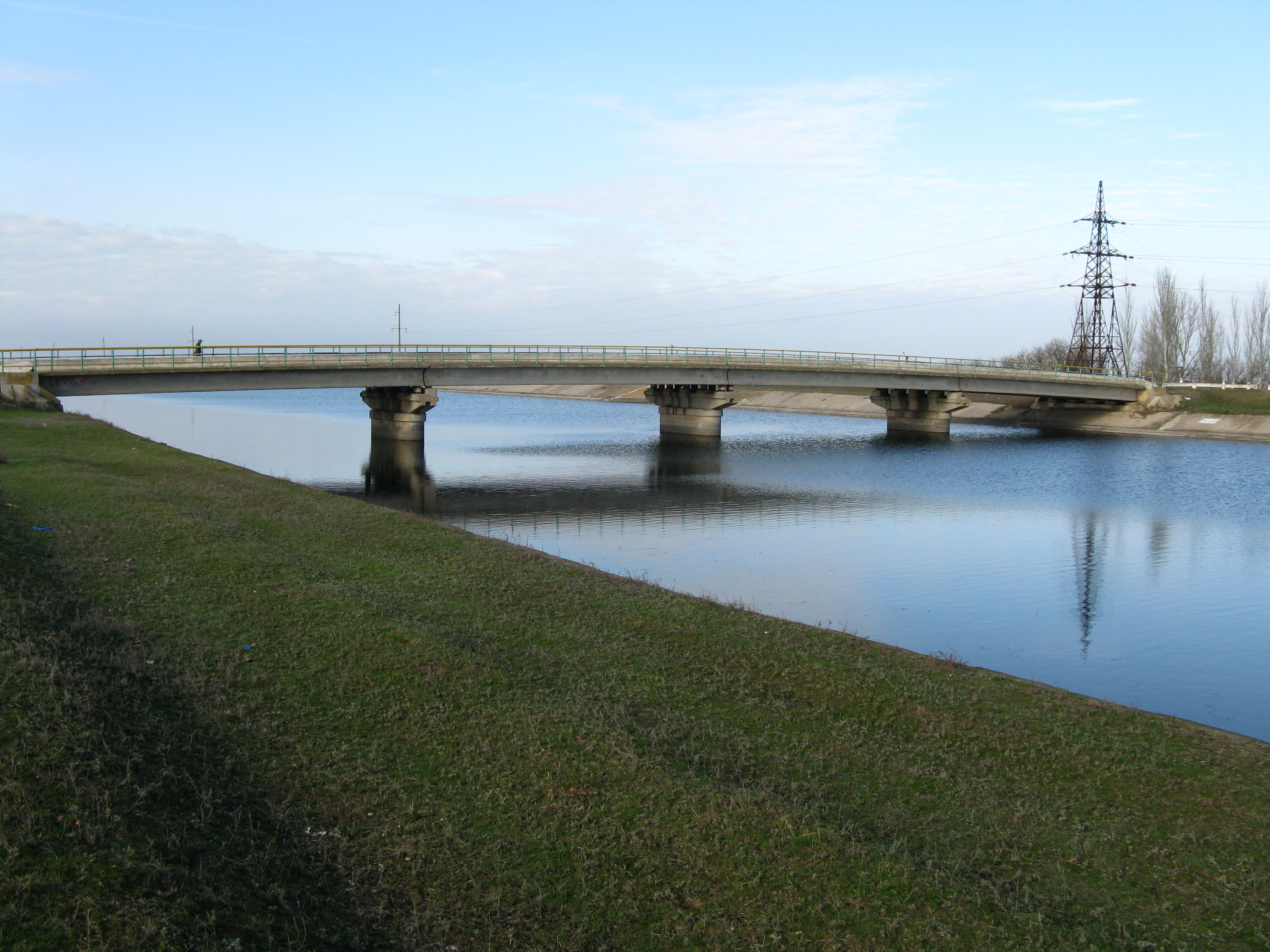
Severokrymský kanál – most poblíž vesnice Sofiyivka (rok 2009)

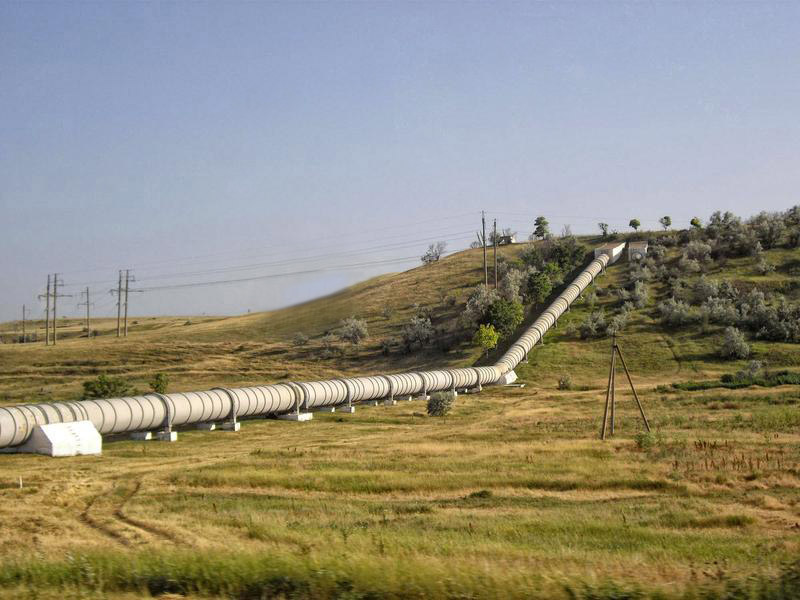
Duiker

Severokrymský kanál začíná mezi Novou Kachovkou a Tavrijskem v Chersonské oblasti, kde je Dněpr zadržován Kachovskou přehradou, a vede nejprve Černomořskou nížinou na jih Chersonské oblasti a pak přes Perekopskou šíji na Krym, kde vede poblíž severního pobřeží přes Sovětskyj až do Kerče, přičemž poslední úsek od vesnice Zelenyj Jar do Kerče už je voda vedena vodovodním potrubím. Z Tavrijsku až do Džankoje, v Džankoji je po 208 kilometrech první čerpací stanice s výškou 9,2 metru. Další čerpací stanice je na 287 kilometru, má výšku 25,6 metrů.

## Využití
Nejvyšší možná propustnost kanálu je 380 krychlových metrů za sekundu. Každoročně přivádí na Krym přes 1,2 miliardy krychlových metrů vody, až 85 % celkové spotřeby vody na Krymu. Stavba kanálu umožnila zavlažit zhruba 270 tisíc hektarů suché stepi, která se změnila na vinice, sady a také pole s obilninami (zejména s rýží). Pro rozvod vody z Severokrymského kanálu slouží řada menších kanálů, mj. Krasnohvardijský kanál nebo Azovský kanál.

## Dějiny

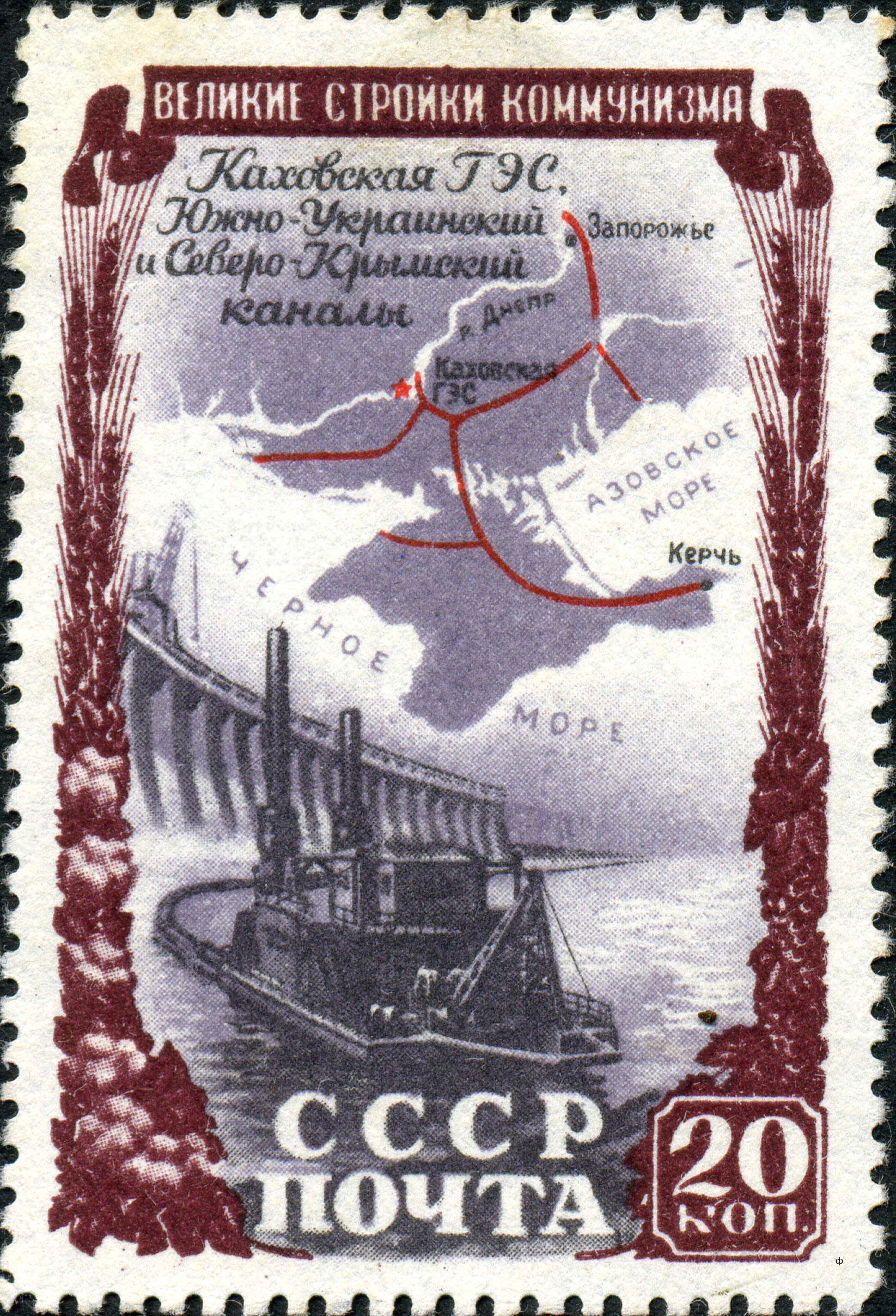
Poštovní známka Sovětského svazu z roku 1951 s plánem Severokrymského kanálu

Stavba kanálu začala v roce 1961. V roce 1963 dosáhl Krasnoperekopsku a v roce 1965 Džankoje. V roce 1971 dosáhl Kerče a v prosinci 1976 byl oficiálně uveden do provozu.
Stavba kanálu a zavlažovacích systémů začala v roce 1957 a probíhala ve třech etapách:
- K otevření první etapy došlo 17. října 1963 v 11:45 hodin, poslední hliněný násep na Perekopu byl zničen výbuchem. Nikita Chruščov, přestřihl červenou pásku při zahájení. Na památku této události byl v Krasnoperekopsku postaven pamětní komplex „Tři útoky Perekopu“. V roce 1963 se voda začala gravitačně dopravovat do Krasnoperekopsku, v září 1965 — do Džankoje, v roce 1971 pomocí čerpacích stanic — do Kerče. Stavba byla dokončena 29. prosince 1975 (tentýž rok se zprovozněním Kerčské přehrady).

- V dubnu 1979 byla zahájena výstavba druhé fáze.
- 15. července 1983 byla zahájena výstavba třetí fáze kanálu. Projektová závlahová plocha je 89,3 tis. ha. Projektovaná kapacita je 100 m³/s vody. Vzhledem ke složité ekonomické situaci v SSSR v 80. letech 20. století zůstala třetí etapa nedokončena.
- výstavba čtvrté etapy nebyla nikdy zahájena.

### Po anexi Krymu Ruskem (2014)
Po anexi Krymu Ruskem v březnu 2014 Ukrajina kanál ze své strany zablokovala s odkazem na skutečnost, že zásobování vodou je podle Ženevské konvence svěřeno agresorskému státu. Úřady z Krymu neuzavřely odpovídající dohodu se Státní vodohospodářskou agenturou a nevyrovnaly dluhy za čerpání vody (asi 1,5 milionu hřiven). Místo toho došlo k neoprávněnému odběru vody, ke kterému došlo samospádem. 
Zastavení dodávek vody na anektovaný Krym způsobilo těžké ztráty zemědělství Krymu. Utrpělo i hospodářství Ukrajiny, zejména pěstování rýže zaznamenalo pokles. Rusko reagovalo plánem přivést na Krym vodu z Krasnodarského kraje vodovodem pod Kerčskou úžinou.
Voda z Dněpru dříve vytlačovala slanou vodu ze studen od Perekopu po Kerč, protože byla naháněna do vodonosných vrstev, aby je doplnila. Bez tohoto procesu nelze vodu pít, protože je slaná. 
Podle rekultivátora Heorgije Kapšuka ztratil Krym po uzavření kanálu celý zemědělský systém – zavlažované zemědělství – který se připravoval desítky let. 20 % zavlažované půdy na Krymu poskytovalo 60 % veškeré zemědělské produkce poloostrova.
| „                                     | Pokud se kanál nebude používat další rok, rozlučte se s kanálem Severní Krym! Tento železobeton je jako živý organismus. V létě, kdy se půda zahřeje až na 60 stupňů a není voda, se kroutí a praská. Jedenáct tisíc kilometrů mezi-farmářských kanálů, zavlažování a potrubí, je jak potrubí odtud na Aljašku! Toto potrubí v létě bez vody nevydrží. Lidé na severním Krymu museli dostat zaplaceno ne za práci, ale prostě za to, že souhlasili s tím, že tam budou žít! Nemáte ponětí, jaký to byl život před kanálem. V letech sucha vymřely celé vesnice! Vodu nosili voli, rodina s více než čtyřmi lidmi dostala dvě vědra vody a malá rodina jeden. Nebyly tam skoro žádné zahrady a sady. Před příchodem vody Dněpru na Krym, nejen na Kerčském poloostrově, ale dokonce i v Simferopolu, byla voda rozdělována přísně podle plánu. | “ |
| — Heorhij Kapšuk, rekultivátor (2014) | |   |

Situace na Krymu se stala kritickou v roce 2020, kdy došlo k extrémnímu suchu kvůli nízkým srážkám a zimě s malým množstvím sněhu.

### Po ruské invazi na Ukrajinu (2022)
Během ruské invaze na Ukrajinu v roce 2022 bylo jedním z primárních cílů ruských sil obsadit hráz a elektrárnu Kachovské přehrady za účelem obnovení dodávek vody na anektovaný Krym. 24. února obsadili vodní nádrž vojáci a tanky. Navzdory tomu dodávka vody přes kanál nikdy plně neproběhla. 25. února proruský šéf Krymu Sergej Aksjonov řekl, že obnovení dodávek vody přes Severokrymský kanál na území Krymského poloostrova bude trvat dva týdny. Šéf ukrajinské vojenské rozvědky Kyrylo Budanov 12. března vysvětlil, že kanál se skládá z řady složitých hydrotechnických struktur, takže samotné obsazení Kachovské vodní elektrárny nemůže poskytnout Krymu vodu. Voda začala na Krym přitékat až 15. března, jak informoval premiér Moskvou ovládané krymské vlády Jurij Gotsanyuk. Stav kanálu je ovšem údajně velmi špatný, nyní je schopen přepravit pouze okolo 20% původní kapacity.
Podle rozhodnutí proruských úřadů okupovaného Krymu byla voda ze Severokrymského kanálu na jaře 2022 zdarma poskytnuta farmářům, rybím farmám a velkým průmyslovým podnikům poloostrova. V roce 2023 bylo plánováno zavedení poplatku za užívání vody. Voda z Dněpru směřovala k pěstování zemědělských plodin spotřebovávajících vodu, jako je rýže a sója . Během 8 let, kdy nebyl kanál naplněn vodou, se však silně zanášel, čerpací stanice byly zničeny a na některých místech byly odstraněny betonové desky. V důsledku toho nenatekla voda do nádrže Mižhirnyj u Simferopolu.
Dne 6. června 2023 došlo k vážnému poničení hráze Kachovské nádrže a v důsledku razantního poklesu hladiny k dlouhodobému přerušení možnosti kanál zásobovat vodou. Od června 2023 je kanál nefunkční.

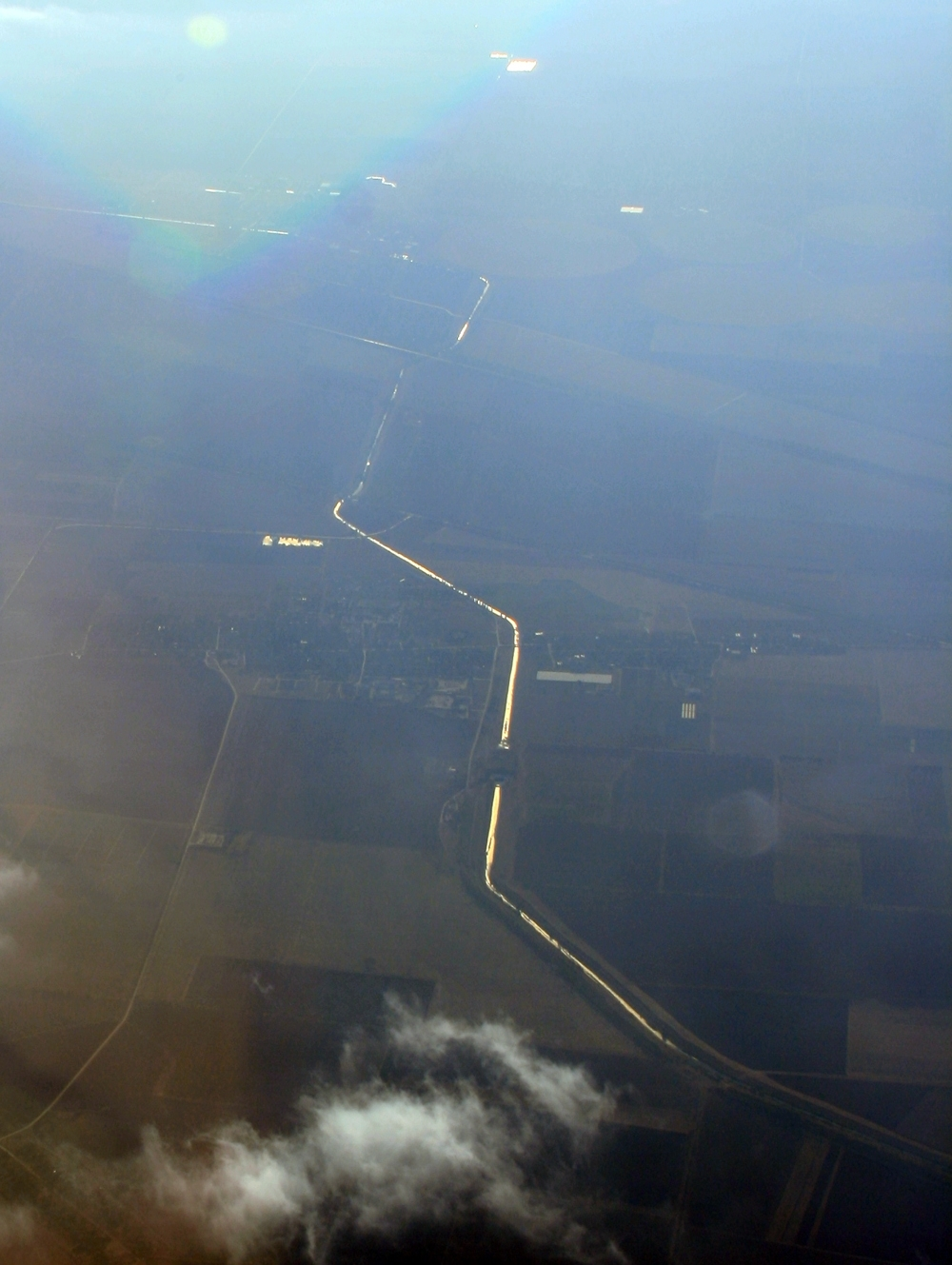
Severokrymský průplav severně od Simferopolu

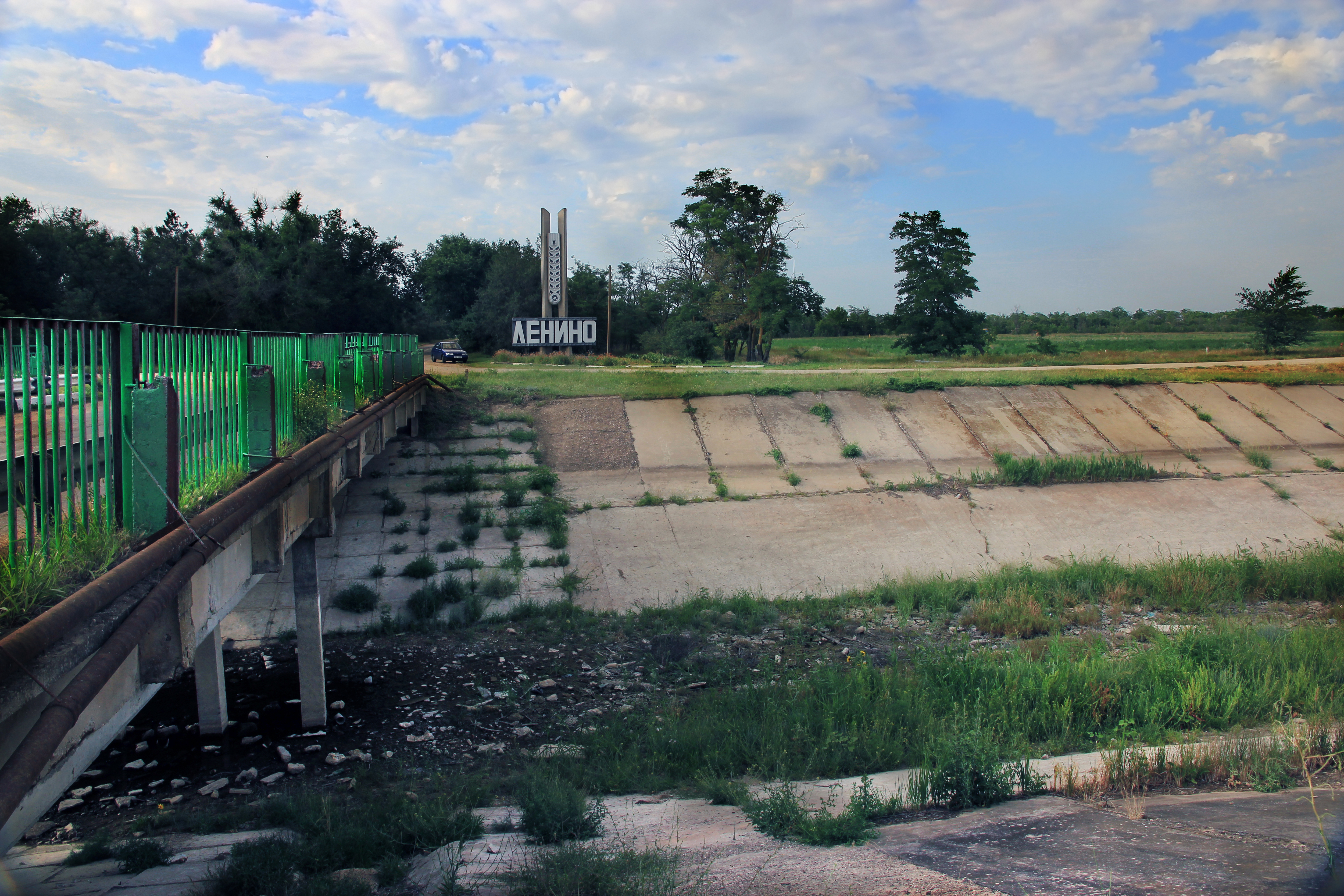
Kanál po uzavření v roce 2014